# Морозов, Георгий Фёдорович
Гео́ргий Фёдорович Моро́зов (7 [19] января 1867, Санкт-Петербург — 9 мая 1920, Симферополь) — русский лесовод, ботаник, почвовед и географ конца XIX века — начала XX века, классик российского лесоводства.
Единое и цельное учение Морозова о лесе как биогеоценотическом, географическом и историческом явлении показало сложную взаимосвязь живых и косных компонентов леса, образующих единый природный комплекс. Учёный доказал, что разнообразные формы леса могут быть поняты только в связи с природной средой — климатом, почвой, животным миром.
Морозов — автор классического и неоднократно переиздававшегося труда «Учение о лесе», в котором изложены вопросы биологии лесных пород, биологии и типов лесонасаждений.
Труды Морозова оказали большое влияние на развитие биогеоценологии, лесоведения и возникновения учения о природных комплексах животных.
Профессор Петербургского лесного института (1901—1917 годы), руководитель Женских сельскохозяйственных («Стебутовских») курсов, профессор Таврического университета в Симферополе (1918—1920 годы).

## Биография
Родился в Санкт-Петербурге 7 (19) января 1867 года в семье происходившего из мещан г. Ревеля, крупного государственного чиновника, почётного гражданина Петербурга, комиссара Петербургской городской Думы. Мать, урождённая Прушевская, происходила из польских немок.
Воспитывался в Александровском кадетском корпусе (1877—1884) и Павловском военном училище (1884—1886). В 1886—1889 годах служил подпоручиком 5-й вылазочной батареи Ковенской крепостной артиллерии в Динабурге. Несмотря на возражения отца, отслужив обязательные три года, оставил военную службу и поступил в Петербургский лесной институт, который окончил в 1893 году, получив аттестат с присвоением звания лесовода первого разряда «с правом получения звания учёного лесовода первого разряда, по представлении в установленный срок удовлетворительно написанного рассуждения». В это время он встретился с Л. Н. Зандрок, ставшей впоследствии его женой.
После окончания института работал помощником лесничего Хреновского лесничества (Воронежская губерния) и преподавателем низшей лесной школы при нём, где вёл занятия по съёмке и нивелированию, черчению лесных и полевых планов, лесоводству, лесному законоведению. Молодой учёный много сделал для развития степного лесонасаждения, популяризации лесоводства среди молодёжи. В 1895 году, после защиты диссертации «Борьба с засухой при культурах сосны», получил звание учёного лесовода первого разряда.
В 1896—1898 годах Морозов побывал в Германии; работал в Мюнхене у профессора Майра, в Эберсвальде — ассистентом у профессора Шваппаха, в Швейцарии — у профессора Флёри.
В 1899 году был назначен лесничим 1-го разряда в Каменно-лесное лесничество.
С 1901 года — преподавал в Петербургском лесном институте; с 1902 года — экстраординарный профессор, с 1907 до конца 1917 год — ординарный профессор кафедры общего лесоводства.
В 1912 году Г. Ф. Морозов издал классический труд лесоохранного дела — «Учение о лесе», в котором изложены вопросы биологии лесных пород и насаждений, разработано учение о типах лесных насаждений, обоснована теория рубок и лесовозобновления, полезащитного лесоразведения, ухода за лесом.
В 1913 году стал членом Постоянной Природоохранной комиссии при Императорском Русском географическом обществе. При обсуждении в 1910 году на XII Всероссийском съезде естествоиспытателей и врачей доклада И. П. Бородина «О сохранении участков растительности, интересных в ботанико-географическом отношении», Г. Ф. Морозов высказал принципиально новые мысли о планомерности выделения заповедных мест, с положением в их основу ботанико-географических подразделений; о необходимости создания заповедных участков, представляющих характерные типы флоры, в каждой ботанико-географической области России.
Редактируя «Лесной журнал» (Санкт-Петербург, 1904—1918 годы), учёный немало сделал для пропаганды охраны природы, отдавая этой теме много места на страницах своего издания.
Влияние Г. Ф. Морозова в учёном мире немало содействовало созданию Крымского заповедника — этого одного из первых наших русских «памятников природы», — так говорил в 1924 году В. Н. Сукачёв, предлагая присвоить Крымскому заповеднику имя Г. Ф. Морозова.

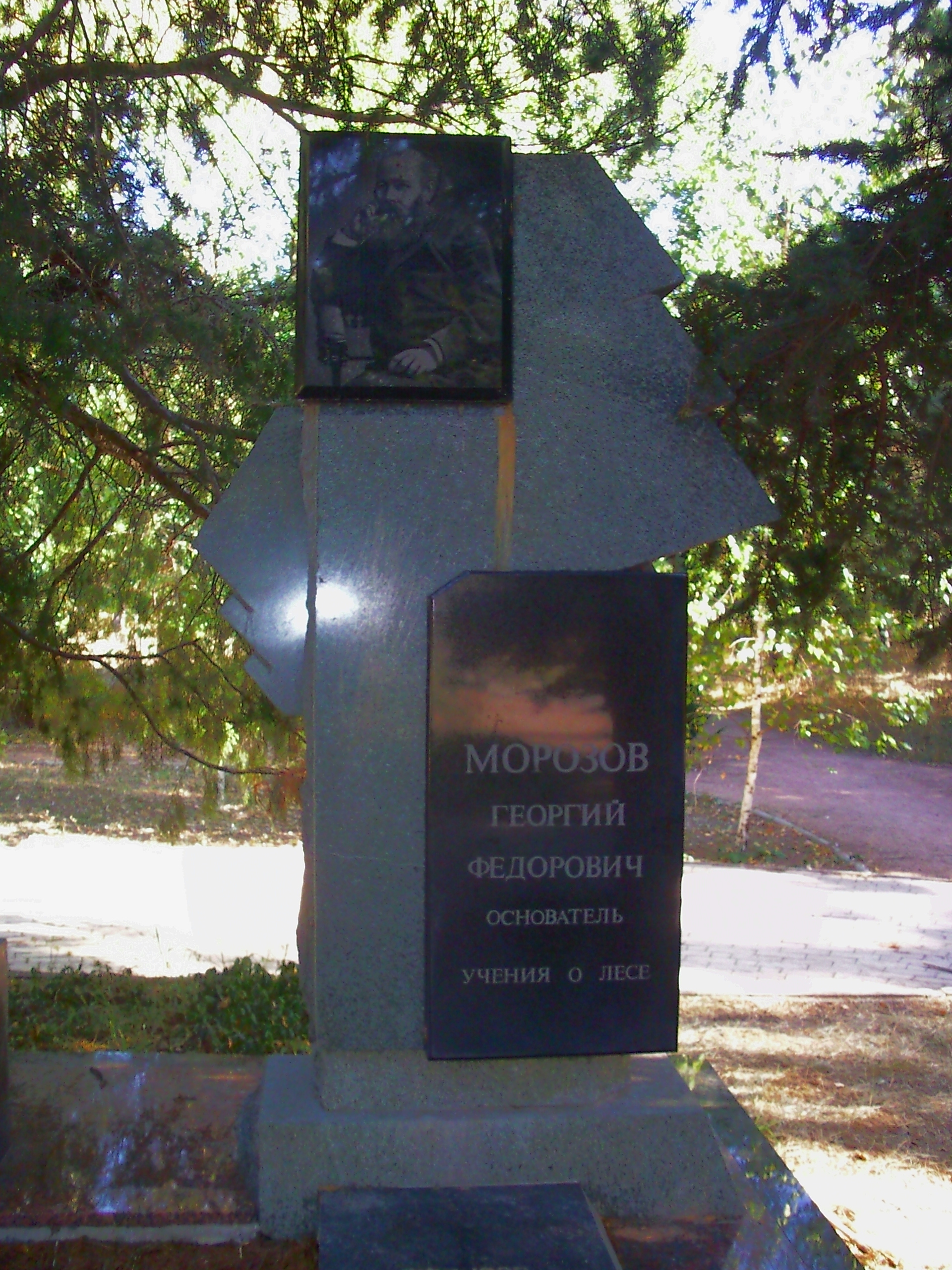
Могила Г. Ф. Морозова в Симферополе

В апреле 1917 года на страницах «Лесопромышленного вестника» Морозов писал:
Не дай Бог возникнут аграрные беспорядки, или тёмные силы начнут нашёптывать невежественные лозунги, сеять неприязнь, страх, и в результате — с разных сторон может быть прописан смертный приговор лесу. Нашей первой обязанностью является всеми доступными нам способами повести широкую пропаганду о необходимости сберечь леса, всё равно, кому бы они ни принадлежали.
Весной 1917 года Морозов тяжело заболел, летом был вынужден уехать на лечение в Ялту. Учёный негативно относился к событиям 1917 года в России, в особенности к октябрьскому перевороту (по неподтверждённым данным, он даже издал в Крыму брошюру «Как бороться против большевиков»). Три последние года своей жизни провёл в Крыму.
Скончался в Симферополе 9 мая 1920 года, похоронен согласно завещанию в парке Салгирка в Симферополе (ныне — Ботанический сад ТНУ), где работал на помологической станции.
В 1931—1932 годах в СССР взгляды покойного Морозова подверглись критике «с классовых позиций» со стороны сталинского наркома лесной промышленности СССР С. С. Лобова, «красных лесоводов» — Овчинникова, Самофалова, Крюкова и др. В брошюре «Против реакционных теорий на лесном фронте. Критика учения проф. Морозова, Орлова и их последователей» Н. Л. Алексейчик и Б. А. Чагин утверждали, что «морозовское учение о типологии леса целиком и полностью направлено против нашего социалистического строительства».

## Семья
- Жена — Лидия Николаевна, урождённая Зандрок (?—1921) 
  - Дочь — Ольга Георгиевна Бонч-Осмоловская, урождённая Морозова (1895—1975) — художница, мемуаристка. Первый брак  Павлом Сомовым (офицер в белой армии, эмигрировал), от него сын — Георгий Павлович Сомов (1917—2009), микробиолог, академик РАМН, директор института эпидемиологии и микробиологии СР РАМН (1983—1988). Второй брак с археологом Глебом Бонч-Осмоловским, от него сын Андрей (1929— 2001), физик.
  - Сын — Николай Георгиевич Морозов (1896—?)
  - Дочь — Лидия Георгиевна Морозова-Турова (1901—1978), териолог, с 1950 года заведовала отделом териологии Зоомузея МГУ, жена зоолога, деятеля заповедного дела Сергея Турова, у них сын Иван.
  - Дочь —  Елена Георгиевна Эккерт, урождённая Морозова  (1903—1990)[уточнить]

## Память
В 1968 году ВАСХНИЛ учредила Золотую медаль им. Г. Ф. Морозова за выдающиеся работы в области лесоводства и защитного лесоразведения.
Именем Г. Ф. Морозова названа одна из аудиторий Таврического национального университета им. В. И. Вернадского, лучшие студенты биологического факультета удостаиваются стипендии имени профессора Морозова.
С 2015 года имя Г. Ф. Морозова носит Воронежский государственный лесотехнический университет.
В здании Федерального агентства лесного хозяйства (в холле) установлен бюст Г.Ф. Морозова.
В Хреновском ЛХТ (Воронежская область) установлен памятник Г.Ф. Морозову.
В Лисино-Корпус (Ленинградская область) установлен бюст Г.Ф. Морозова.
В Музее землеведения МГУ (на 25 этаже Главного здания) установлен бюст Г. Ф. Морозова.
В Симферополе есть улица Георгия Морозова и установлен памятник в парке Таврической академии КФУ им.В.И.Вернадского.
В городском поселке Токсово (Ленинградская область) есть улица Лесовода Морозова.
В городе Туймазы Республики Башкортостан есть улица "Лесовода Морозова".
Одна из улиц в Центральном районе Воронежа носит имя Морозова.
В мае 2020 года в социальных медиа Санкт-Петербургского лесотехнического университета к столетию со дня смерти Г. Ф. Морозова опубликовали оцветненную (колоризованную) фотографию и избранные труды Георгия Фёдоровича. В комментариях к заметке указано, что в СПбГЛТУ есть памятная плита и барельеф Г.Ф. Морозова.